# ألبرت غيوروسو
ألبرت غيوروسو (بالإنجليزية: Albert Ghiorso) (15 يوليو 1915 -26 ديسمبر 2010) عالم نووي أمريكي، ومشارك في اكتشاف آخر 12 عنصرًا كيميائيًا في الجدول الدوري. امتدت حياته المهنية البحثية ستة عقود، من أوائل أربعينيات القرن العشرين إلى أواخر تسعينيات القرن العشرين.

## سيرته

### البحث في زمن الحرب
في أوائل أربعينيات القرن العشرين، انتقل سيبورغ إلى شيكاغو للعمل في مشروع مانهاتن. دعا غيوروسو للانضمام إليه، وعلى مدى السنوات الأربع التالية طور غيوروسو أدوات حساسة للكشف عن الإشعاع المرتبط بالتحلل النووي، بما في ذلك الانشطار التلقائي. أحد أدوات التقدم لغيوروسو هي محلل ارتفاع النبض ذو 48 قناة، والذي مكنه من تحديد الطاقة، وبالتالي مصدر الإشعاع. خلال هذا الوقت اكتشفا عنصرين جديدين (أمريسيوم 95، وكوريوم 96)، على الرغم من أن النشر حُجب لما بعد الحرب.

### عناصر جديدة
بعد الحرب، عاد سيبورغ وغيوروسو إلى بيركلي، حيث استخدما مع زملائهم سيكلوترون كروكر 60 بوصة لإنتاج عناصر ذات عدد ذري متزايد من خلال قذف أهداف غريبة بأيونات الهيليوم. في التجارب خلال 1949-1950، أنتجوا وحددوا العناصر 97 (بركيليوم) و98 (كاليفورنيوم). في عام 1953 وبالتعاون مع مختبر أرجون، بحث غيوروسو والمتعاونين معه، وعثروا على عنصرين 99 (أينشتاينيوم) و100 (فيرميوم)، جرى تحديدهم من خلال إشعاعهم المميز في الغبار الذي جمعته الطائرات من الانفجار النووي الحراري الأول (اختبار مايك). في عام 1955 استخدمت المجموعة السيكلوترون لإنتاج 17 ذرة من العنصر 101 (مندليفيوم)، وهو أول عنصر جديد اكتشِف ذرة تلو ذرة. كانت تقنية الارتداد التي اخترعها غيوروسو حاسمة للحصول على إشارة محددة من الذرات الفردية للعنصر الجديد.
في منتصف خمسينيات القرن العشرين، أصبح من الواضح أنه لتوسيع المخطط الدوري إلى أبعد من ذلك، ستكون هناك حاجة إلى مسرع جديد، وجرى بناء مسرع بيركلي للأيون الخطي الثقيل، وكان غيوروسو المسؤول عنه. استخدِمت هذه الآلة في اكتشاف العناصر 102-106 (102 نوبليوم، و103 لورنسيوم، و104 رذرفورديوم، و105 دوبنيوم، و106 سيبورغيوم)، كل منها جرى إنتاجه وتحديده على أساس عدد قليل فقط من الذرات. أصبح اكتشاف كل عنصر متتالي ممكنًا من خلال تطوير تقنيات مبتكرة في التعامل مع الهدف الآلي، والكيمياء السريعة، وكاشفات الإشعاع الفعالة، ومعالجة بيانات الكمبيوتر. أدى تحسين المسرع  إلى مسرع خارق عام 1972 إلى توفير أشعة أيونية عالية الكثافة، والتي كانت حاسمة لإنتاج ذرات جديدة كافية لتمكين اكتشاف العنصر 106.
مع تزايد العدد الذري، ازدادت إلى حد كبير الصعوبات التجريبية المتمثلة في إنتاج وتحديد عنصر جديد. في سبعينيات وثمانينيات القرن العشرين، تضاءلت الموارد اللازمة للبحث عن العناصر الجديدة في بيركلي، لكن مختبر جي إس آي في دارمشتات في ألمانيا، برئاسة بيتر أرمبروستر وبموارد كبيرة، كان قادرًا على إنتاج وتحديد العناصر 107-109 (107 بوريوم، و108 هاسيوم، و109 مايتنريوم). في أوائل تسعينيات القرن العشرين، أجرت مجموعتا بيركلي ودارمشتات تجربة تعاونية لخلق العنصر 110. كانت التجارب في بيركلي غير ناجحة، ولكن حُدِدت العناصر 110-112 (110 دارمشتاتيوم، 111 رونتجينيوم، و112 كوبرنيسيوم) في مختبر دارمشتات. نجح العمل اللاحق في مختبر المعهد المشترك للبحوث النووية في دوبنا، برئاسة يوري أوغانيسيان وفريق من العلماء الروس الأمريكيين، في تحديد العناصر 113-118 (113 نيهونيوم، و114 فليروفيوم، 115 موسكوفيوم، و116 ليفرموريوم، و117 تينيسين، و118 أوغانيسون)، وبذلك اكتمل الصف السابع من الجدول الدوري للعناصر.

## جوائز
حصل على جوائز منها:
- وسام بوتس هوارد (1969).